# Plexippus rubrogularis
Plexippus rubrogularis är en spindelart som beskrevs av Simon 1902. Plexippus rubrogularis ingår i släktet Plexippus och familjen hoppspindlar. Inga underarter finns listade i Catalogue of Life.